# Anthony Wall
Anthony Wall (* 29. Mai 1975 in Camberley, England) ist ein ehemaliger englischer Profigolfer der European Tour.
Der Sohn eines Londoner Taxifahrers wurde 1995 Berufsgolfer und bespielte 1996 und 1997 die Challenge Tour. Seit der Saison 1998 bis zu seinem Rücktritt im Mai 2018 war Wall permanent auf der European Tour, war nie schlechter als Rang 110 in deren Geldrangliste und verzeichnete zwei Turniersiege.
Im Jahre 2006 konnte er mit zwei zweiten Plätzen, bei der Algarve Open de Portugal und bei der angesehenen und stark besetzten Smurfit Kappa European Open aufwarten. Im selben Jahr war Wall bei der Open Championship mit einem elften Platz der beste britische Spieler.
Der großgewachsene Engländer ist seit 2002 mit seiner Frau Sharon verheiratet und hat zwei Söhne. Die Familie lebt im englischen Sunningdale.

## Turniersiege
- 2000 Alfred Dunhill Championship (European Tour und Sunshine Tour)
- 2016 Aberdeen Asset Management Paul Lawrie Matchplay (European Tour)

## Teilnahmen an Mannschaftswettbewerben
- Royal Trophy (für Europa): 2007 (Sieger)
- Vivendi Trophy (für Großbritannien & Irland): 2009 (Sieger)